# Битва при Ґайся
Би́тва при Ґа́йся (спрощ.: 垓下之战; кит. трад.: 垓下之戰; піньїнь: Gāixià zhī zhàn) — вирішальна битва чу-ханської війни у стародавньому Китаї. Відбулася 202 року до Р. Х., у місцевості Ґайся, між силами чуського вана Сян Юя та ханського вана Лю Бана. План битви розробив військовик останнього — блискучий полководець Хань Сінь. В ході битви ханські війська оточили і розбили противника. Сян Юй вчинив самогубство на водах річки У. Його опонент Лю Бан завершив об'єднання Піднебесної, поширивши владу династії Хань на весь стародавній Китай. Битва вважається одним із найповоротніших моментів у китайській історії.